# Chemin de fer Nicolas
 (juillet 2023).
Si vous disposez d'ouvrages ou d'articles de référence ou si vous connaissez des sites web de qualité traitant du thème abordé ici, merci de compléter l'article en donnant les références utiles à sa vérifiabilité et en les liant à la section « Notes et références ».
La Chemin de fer Nicolas est une ancienne compagnie ferroviaire de l'Empire russe.

## Historique
Elle se développe au début sur la création de la ligne Saint-Pétersbourg – Moscou. Elle la première compagnie a exploiter une ligne à double voie en Russie.

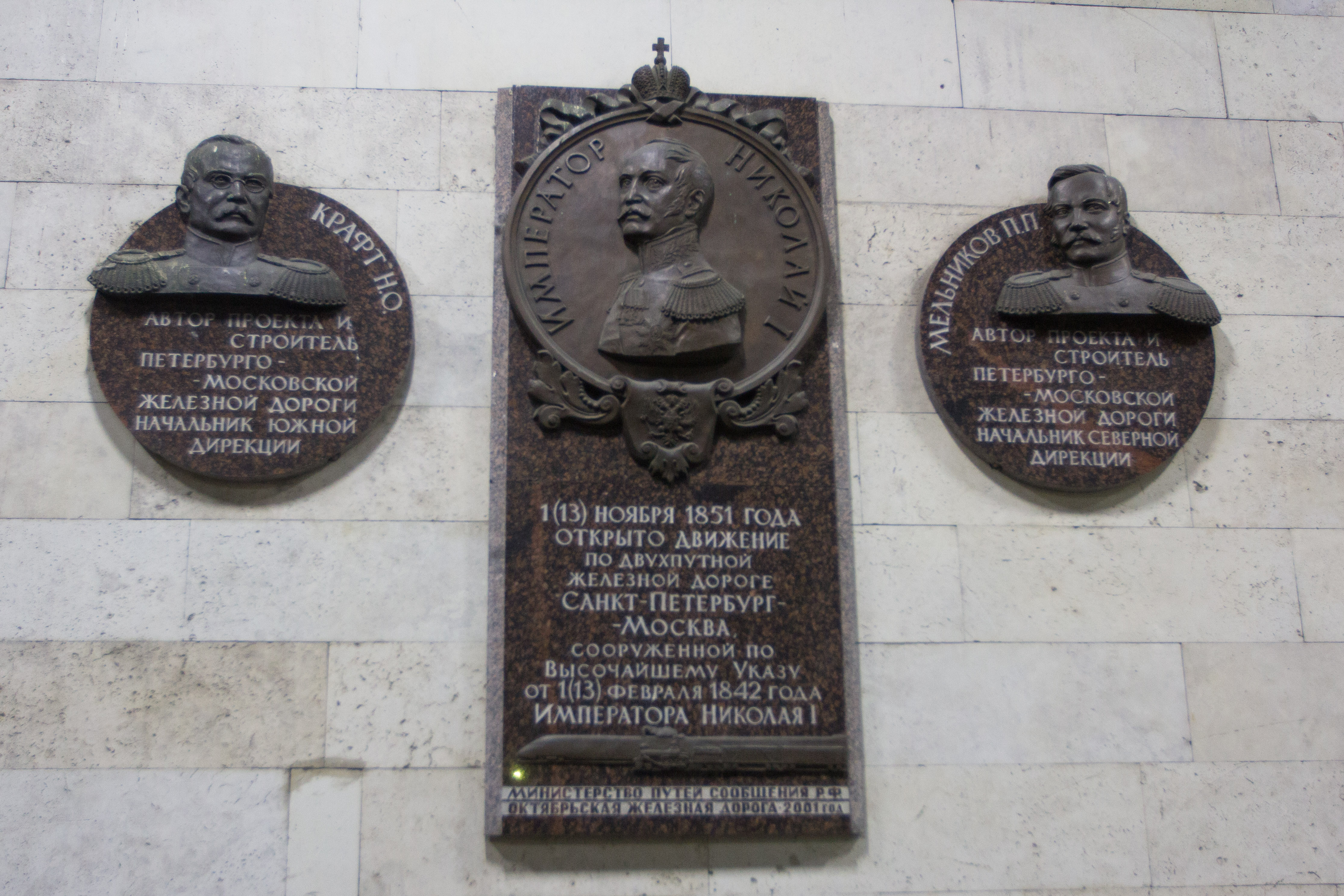
N Kraft et Pavel Melnikov entourent Nicolas I, les organisateurs de la ligne.

Plus tard la société se développe sur les territoires des provinces de Saint-Pétersbourg, Moscou, Novgorod, Tver, Pskov, Vitebsk et Smolensk.
En 1923 elle devient la compagnie Chemin de fer d'Octobre.

## Réseau

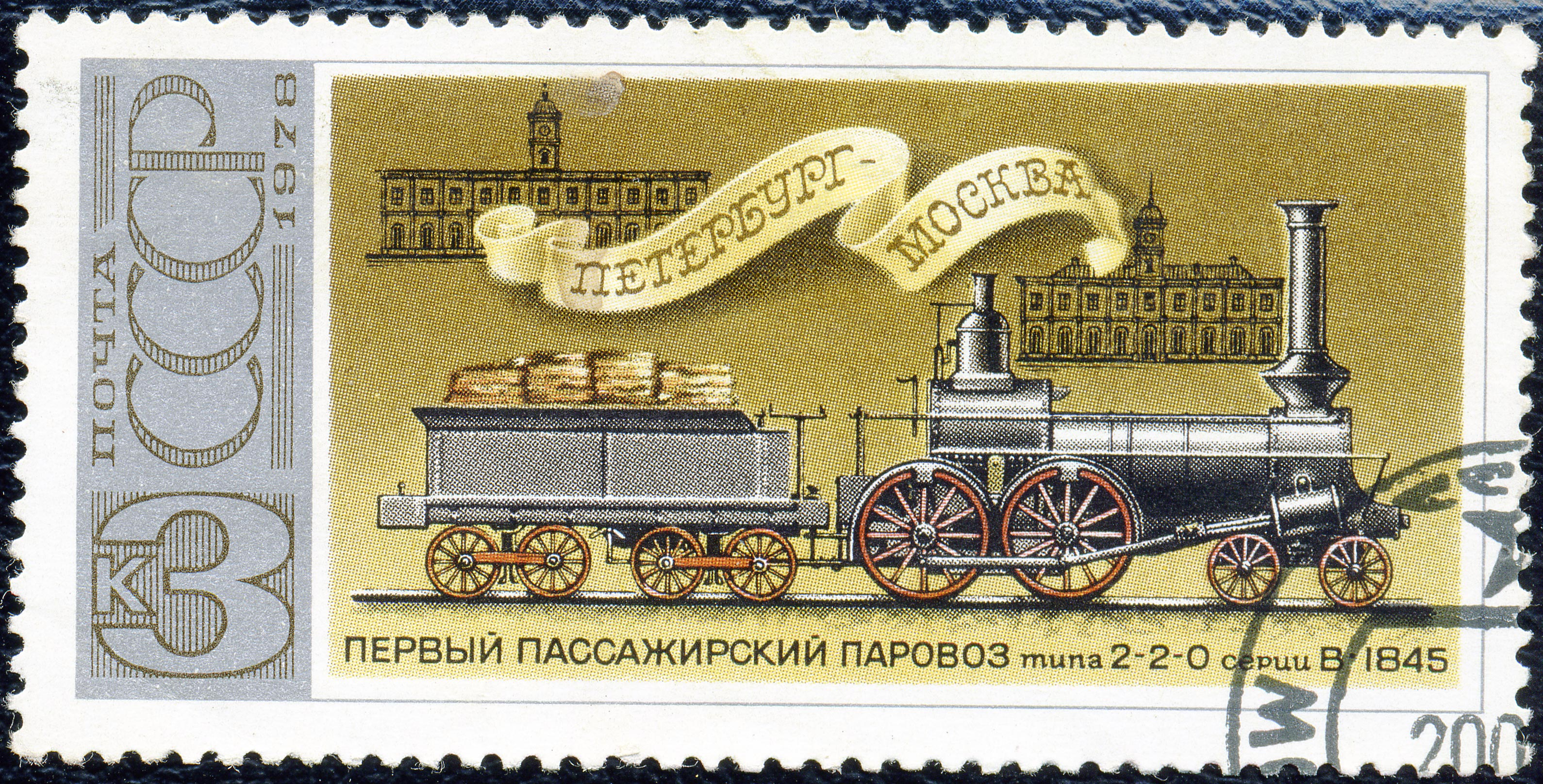
Premier train de passagers, la locomotive de type 2'B, Série В (1845).

Après l'achèvement des tronçons Saint–Pétersbourg - Kolpino (1847), Kolpino – Tchoudovo (1849) et Vychni Volotchek – Tver (1850) en août 1851, le premier train effectue le premier voyage sur la ligne entière. En novembre 1851, le transport de passagers entre en service. Le temps de trajet est à l'époque de 21 h 45. À la différence de la première ligne de chemin de fer russe de Saint-Pétersbourg à Tsarskoïe Selo qui avait un écartement des voies de 1829 mm, on opte pour cette ligne pour un écartement de 1524 mm.
Dans les décennies qui suivent l'ouverture de la ligne s'ajoutent de nombreux embranchements et lignes de raccordements qui ouvrent l'accès par le rail aux villes de Borovitchi, Konakovo, Rybinsk et Pskov, et jusqu'à Riga. L'ensemble est confié au même unique exploitant qui gère d'autres voie du nord-ouest, y compris la voie ferrée de Mourmansk.

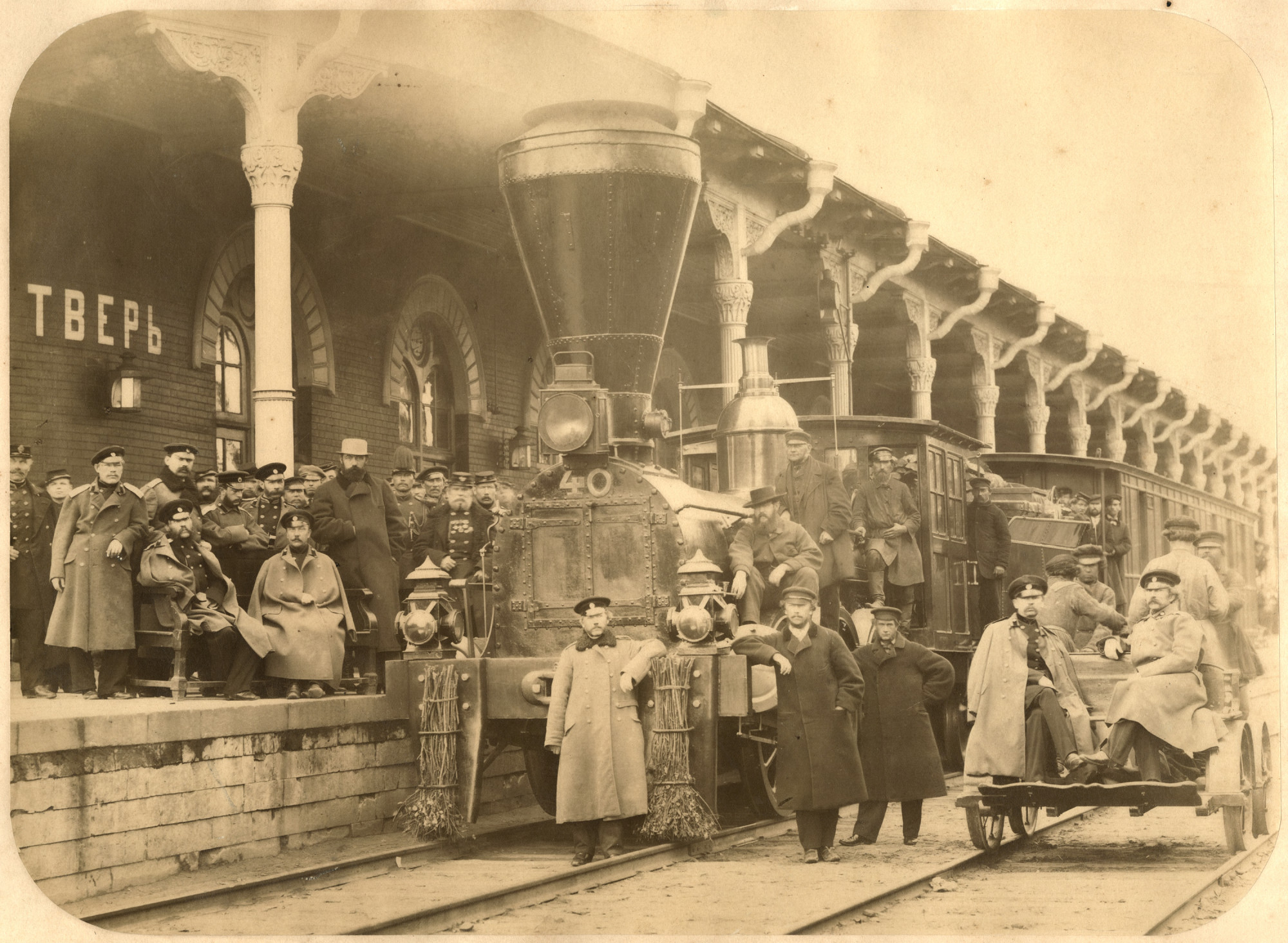
gare de Tver en 1860.

Au début du XXe siècle, la ligne est le théâtre de plusieurs troubles : au cours de la révolution de 1905 et dans les mois suivants qui suivirent, ainsi que lors de la révolution de février 1917, des grèves ont lieu en soutien aux forces révolutionnaires. Durant la Première Guerre mondiale, elle est une ligne de ravitaillement essentielle pour le front du nord.